# Star Falls
Star Falls est une série télévisée américaine en vingt épisodes de 22 minutes créée par George Doty IV et diffusée entre le 31 mars 2018 et le 2 septembre 2018 sur Nickelodeon.
En France, elle est diffusée depuis le 14 mai 2018 sur la chaîne de télévision Nickelodeon Teen. Elle reste inédite dans les autres pays francophones.

## Synopsis
Craig Brooks est un acteur et le père de Diamond, Phoenix, et Bo Brooks. Pour son dernier rôle dans un film, il déménage avec sa famille dans la ville de Star Falls, qui est le lieu de tournage du film. Or la meilleure amie de Diamond Brooks, Sophia Miller, habite dans cette ville.

## Distribution

### Acteurs principaux
- Siena Agudong (en) (VFB : Marie Braam) : Sophia Miller
- Kamaia Fairburn (VFB : Dominique Wagner) : Diamond Brooks
- Elena V. Wolfe (VFB : Audrey d'Hulstère) : Beth Miller
- Dion Johnstone (VFB : Mathieu Moreau) : Craig Brooks
- Jadiel Dowlin : Phoenix Brooks
- Marcus Cornwall (VFB : Émilie Guillaume) : Bo Brooks

### Acteurs récurrents
- Tomaso Sanelli : Nate Rex
- Shawn Lawrence : Lou
- Liz Johnston : Ginger

## Fiche technique
- Titre original et français : Star Falls
- Création : George Doty IV
- Réalisation :
- Scénario :
- Musique : Craig Robert McConnell, Justin Forsley
- Production : Jim Corston
- Société(s) de production : Nickelodeon Productions
- Société(s) de distribution : Nickelodeon
- Pays d'origine :  États-Unis
- Langue : anglais
- Genre : sitcom, comédie
- Durée : 22 minutes
- Public : Tout public

## Production

### Développement
Vingt épisodes de la série ont été commandés le 13 novembre 2017, et la diffusion a débuté le 31 mars 2018.

## Épisodes
| Saison | Saison | Épisodes | Épisodes | États-Unis      | États-Unis       | France          | France           |
| Saison | Saison | Épisodes | Épisodes | Début de saison | Fin de saison    | Début de saison | Fin de saison    |
| ------ | ------ | -------- | -------- | --------------- | ---------------- | --------------- | ---------------- |
|        | 1      | 20       | 20       | 31 mars 2018    | 2 septembre 2018 | 14 mai 2018     | 29 décembre 2018 |

### Saison 1 (2018-2018)
| №  | #  | Titre français                                  | Titre original                | Diffusion française | Diffusion originale | Code prod. |
| -- | -- | ----------------------------------------------- | ----------------------------- | ------------------- | ------------------- | ---------- |
| 1  | 1  | Les stars débarquent                            | The Celebrity Setup           | 14 mai 2018         | 31 mars 2018        | 101        |
| 2  | 2  | On lave tout !                                  | The Everything Wash           | 15 mai 2018         | 7 avril 2018        | 102        |
| 3  | 3  | L'assistant                                     | The Suckeud fridge            | 22 mai 2018         | 14 avril 2018       | 107        |
| 4  | 4  | L'anniversaire                                  | The Birthday                  | 16 mai 2018         | 21 avril 2018       | 103        |
| 5  | 5  | Le hibou relou                                  | The Owl Bomb                  | 23 mai 2018         | 28 avril 2018       | 108        |
| 6  | 6  | La pièce                                        | The Play                      | 17 mai 2018         | 9 juin 2018         | 104        |
| 7  | 7  | La vente aux enchères                           | The Picnic Auction            | 24 mai 2018         | 16 juin 2018        | 109        |
| 8  | 8  | La taupe                                        | The Mole                      | 18 mai 2018         | 23 juin 2018        | 105        |
| 9  | 9  | La co-vedette                                   | The Co-Star                   | 1er décembre 2018   | 30 juin 2018        | 111        |
| 10 | 10 | Le garçon qui murmurait à l'oreille des animaux | The Pet Whisperer             | 21 mai 2018         | 14 juillet 2018     | 106        |
| 11 | 11 | Le tapis rouge                                  | The Red Carpet                | 25 mai 2018         | 28 juillet 2018     | 110        |
| 12 | 12 | Le paparazzi                                    | The Creth                     | 1er décembre 2018   | 5 août 2018         | 112        |
| 13 | 13 | L'inspecteur                                    | The Fall of the Owl           | 8 décembre 2018     | 5 août 2018         | 114        |
| 14 | 14 | La demande en mariage                           | The Engagement                | 8 décembre 2018     | 12 août 2018        | 113        |
| 15 | 15 | Garçons vs Filles                               | The Boys vs. the Girls        | 15 décembre 2018    | 12 août 2018        | 116        |
| 16 | 16 | La virée camping                                | The Camping Trip              | 15 décembre 2018    | 19 août 2018        | 115        |
| 17 | 17 | L'artiste mystère                               | The Mystery Artist            | 22 décembre 2018    | 19 août 2018        | 119        |
| 18 | 18 | Pique-nique en famille                          | The Family Picnic             | 22 décembre 2018    | 26 août 2018        | 118        |
| 19 | 19 | Échouage                                        | The Stranding and the Dresses | 29 décembre 2018    | 26 août 2018        | 117        |
| 20 | 20 | Le mariage                                      | The Wedding                   | 29 décembre 2018    | 2 septembre 2018    | 120        |